# Konstanty Tyszkiewicz
Konstanty Benedykt Stanisław Tyszkiewicz (ur. 5 lutego 1806 w Łohojsku, zm. 13 lipca 1868 w Mińsku) – polski hrabia na Łohojsku, archeolog i krajoznawca; badacz pradziejów Litwy i południowej Rusi.

## Życiorys
Syn Piusa Tyszkiewicza, brat Eustachego. Nauki pobierał w kolegium jezuickim w Połocku, następnie w szkole dominikanów w Zabiałach. Gimnazjum ukończył w Wilnie, tam też w 1823 roku wstąpił na uniwersytet, studiując nauki ekonomiczne i prawne. W 1828 roku objął posadę w Ministerstwie Skarbu Królestwa Polskiego i jako jego urzędnik wysłany został z misją do Anglii. Nabytą wiedzę wykorzystał w zarządzaniu podupadającym i zaniedbanym majątkiem w Łohojsku.
Założył fabrykę wyrobów lnianych i bawełnianych, odlewnię żelaza i fabryczkę narzędzi rolniczych, obliczoną głównie na potrzeby miejscowej ludności. Otworzył też bank hipoteczny dla mieszczan. W rolnictwie jako pierwszy w powiecie borysowskim zastosował płodozmian. Pasję badacza i archeologa wykorzystywał podczas wyjazdów dla poratowania zdrowia. W 1858 wyjechał w Alpy, co połączył z kilkudniowymi wykopaliskami na cmentarzysku w Hallstatt i zwiedzaniem Krakowa. Od 1852 był członkiem korespondentem Towarzystwa Naukowego Krakowskiego oraz prezesem Komisji Wileńskiej. Po roku 1861 nie ma już śladu kontaktów Konstantego Tyszkiewicza z krakowskim środowiskiem naukowym. Pogarszał się jego stan zdrowia, a najdotkliwsza była utrata wzroku. Dożył jeszcze wydania drukiem swojej pracy O kurhanach na Litwie i Rusi Litewskiej.
W 1864 roku został członkiem Moskiewskiego Towarzystwa Archeologicznego. 
Został pochowany przy kościele Narodzenia Najświętszej Maryi Panny i św. Kazimierza w Łohojsku. 

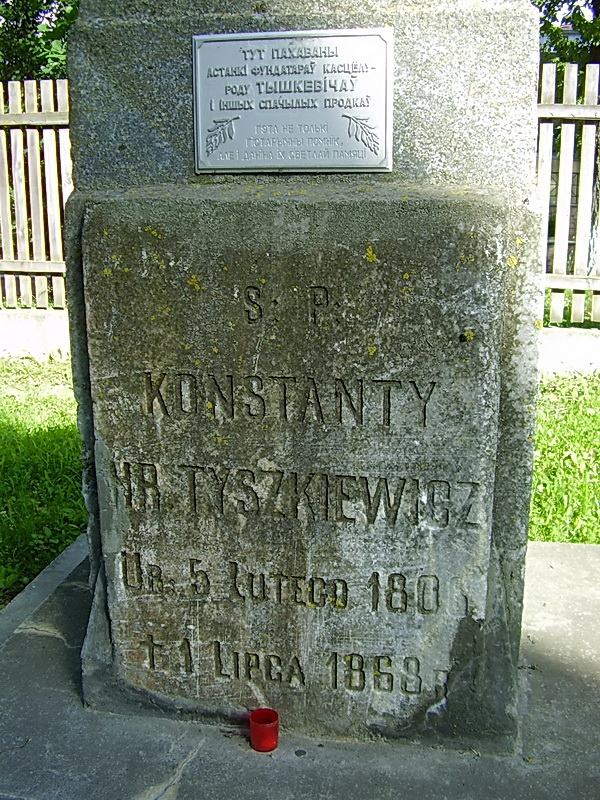
Grób przy obecnym kościele w Łohojsku

## Publikacje
- Wiadomości historyczne o zamkach, horodyszczach i okopiskach starożytnych na Litwie i Rusi Litewskiej (1859).
- O kurhanach na Litwie i Rusi Zachodniej (1868).
- Wilija i jej brzegi. Pod względem hydrograficznym, historycznym, archeologicznym i etnograficznym (wyd. pośmiertne 1868).